# 广西省土改工作团第二团团部旧址
广西省土改工作团第二团团部旧址，位于中国广西壮族自治区南宁市江南区江西镇锦江村麻子畲坡。2009年5月4日，列为第六批广西壮族自治区文物保护单位。
该旧址现存土改时期12栋建筑，建筑为清末所建，为硬山顶传统建筑，占地面积约1693.84 平方米。1951年末至1952年夏，中央政府派来的广西土改工作二团进驻麻子畲，成员有胡绳、田汉及其妻子安娥、艾青、李可染、吴景超、徐毓枬、唐明照、陆地等著名人物。他们在此处生活约半年，因而此处建筑成为历史见证。